# Новоселівська сільська рада (Великомихайлівський район)
Новосе́лівська сільська́ ра́да — колишня адміністративно-територіальна одиниця та орган місцевого самоврядування в Великомихайлівському районі Одеської області. Адміністративний центр — село Новоселівка.
Дата ліквідації — 27 листопада 2015 року. Населені пункти були підпорядковані Великомихайлівській селищній громаді.

## Історія
Сільська рада утворена в 1949 році.
У 1962 році Новоселівська сільська рада Великомихайлівського району увійшла до складу Роздільнянського.
В 1965 році сільрада була передана зі складу Роздільнянського району до Великомихайлівського.

## Загальні відомості
Новоселівська сільська рада утворена в 1949 році.
- Територія ради: 54,1 км²
- Населення ради: 870 осіб (станом на 2001 рік)
- Територією ради протікає річка Кучурган

## Населені пункти
Сільській раді підпорядковувалися такі населені пункти:
- с. Новоселівка
- с. Гірське
- с. Кардамичеве
- с. Артема

## Населення
Згідно з переписом 1989 року населення села становило 852 особи, з яких 372 чоловіки та 480 жінок.
За переписом населення 2001 року в селі мешкало 868 осіб.

### Мова
Розподіл населення за рідною мовою за даними перепису 2001 року:
| Мова       | Відсоток |
| ---------- | -------- |
| українська | 87,47 %  |
| російська  | 9,31 %   |
| молдовська | 2,53 %   |
| білоруська | 0,46 %   |
| гагаузька  | 0,23 %   |

## Склад ради
Рада складається з 12 депутатів та голови.
- Голова ради: Слюсенко Світлана Сергіївна
- Секретар ради: Полєтаєва Олена Леонідівна

### Керівний склад попередніх скликань
| Прізвище, ім'я, по батькові | Основні відомості                                                 | Дата обрання | Дата звільнення |
| --------------------------- | ----------------------------------------------------------------- | ------------ | --------------- |
| Славінська Леся Миколаївна  | Сільський голова, 1958 року народження, позапартійна              | 26.03.2006   | 31.10.2010      |
| Слюсенко Світлана Сергіївна | Сільський голова, 1962 року народження, освіта вища, позапартійна | 31.10.2010   | 25.10.2015      |

Примітка: таблиця складена за даними сайту Верховної Ради України

### Депутати
За результатами місцевих виборів 2010 року депутатами ради стали:

#### За суб'єктами висування
| Суб'єкт висування | Кількість обраних депутатів | %    |
| ----------------- | --------------------------- | ---- |
| Партія регіонів   | 7                           | 58,3 |
| Самовисування     | 5                           | 41,7 |

#### За округами
| № округу        | Прізвище, ім'я, по батькові      | Дата визнання обраним | Освіта             | Партійна приналежність | Відомості про обраного депутата                                       |
| --------------- | -------------------------------- | --------------------- | ------------------ | ---------------------- | --------------------------------------------------------------------- |
| Партія регіонів |                                  |                       |                    |                        |                                                                       |
| 1               | Обертінська Ольга Миколаївна     | 03.11.2010            | середня            | член Партії регіонів   | Новоселівський ВЗ, начальник                                          |
| 2               | Кустол Олександр Анатолійович    | 03.11.2010            | вища               | член Партії регіонів   | Новоселівський навчально-виховний комплекс, вчитель математики        |
| 3               | Степаненко Євгенія Василівна     | 03.11.2010            | вища               | член Партії регіонів   | Новоселівська сільська рада, землевпорядник                           |
| 5               | Вітковська Любов Василівна       | 03.11.2010            | вища               | член Партії регіонів   | Новоселівський навчально-виховний комплекс, вчитель іноземної мови    |
| 8               | Ткачук Наталія Миколаївна        | 03.11.2010            | середня            | член Партії регіонів   | тимчасово не працює                                                   |
| 10              | Чорба Світлана Іванівна          | 03.11.2010            | середня спеціальна | член Партії регіонів   | ТОВ «Новоселівське», кухар                                            |
| 11              | Полєтаєва Олена Леонідівна       | 03.11.2010            | середня            | член Партії регіонів   | Новоселівська сільська рада, секретар                                 |
| Самовисування   |                                  |                       |                    |                        |                                                                       |
| 4               | Тодійчук Володимир Анатолійович  | 03.11.2010            | середня            | позапартійний          | ПП «Воля», директор                                                   |
| 6               | Волошенко Віктор Леонідович      | 03.11.2010            | середня спеціальна | позапартійний          | тимчасово не працює                                                   |
| 7               | Петрусевич Наталія Володимирівна | 03.11.2010            | середня            | позапартійна           | Новоселівський вузол зв'язку, листоноша                               |
| 9               | Михальчук Іванна Іванівна        | 03.11.2010            | середня спеціальна | позапартійна           | Новоселівський фельдшерсько-акушерський пункт, молодша медична сестра |
| 12              | Бабчук Валентина Олександрівна   | 03.11.2010            | середня            | позапартійна           | тимчасово не працює                                                   |